# 马里安·科齐茨基
马里安·科齐茨基（波蘭語：Marian Kozicki，1941年4月5日—），波兰男子马术运动员。他曾代表波兰参加1968年、1972年和1980年夏季奥林匹克运动会马术比赛，其中1980年奥运会获得一枚银牌。